# Mocchi
Mocchi   (Montevideo, 8 de juny de 1990) és una cantant i compositora uruguaiana.

## Biografia
Luciana Mocchi va néixer a Montevideo, on als vuit anys va iniciar la seva formació musical. Va assistir a classes de piano a l'Escola Virgili Scarabelli Alberti i va continuar al Conservatori W. Kolischer. Als tretze anys va començar a tocar guitarra i baix, i es va integrar a diverses bandes en què va participar com a guitarrista, baixista i vocalista.
El 2009 va obtenir el premi «Canto Joven - Movida Joven 2009» i una menció a la millor composició, atorgats per la Intendència Municipal de Montevideo. A l'any següent va rebre el mateix premi i la menció única a la composició.
Gràcies al músic xilè Edgardo «Yayo» Serka, bateria de la cantant mexicana Lila Downs, va realitzar diverses presentacions i una gira als Estats Units d'Amèrica, amb músics radicats en aquest país, entre ells Serka i el baixista mexicà Luis Guzmán, també de la banda de Downs.
El 2011, impulsada per la cantant i productora Lea Ben Sasson, va començar a gravar La velocidad del paisaje, el seu primer disc preproduït per Martín Musotto, germà del percussionista argentí Ramiro Musotto. El disc compta també amb la participació especial de «Yayo» Serka i de Luis Guzmán. Va ser gravat en viu a diferents estudis de Montevideo i Buenos Aires, i inclou onze cançons que va compondre.
A l'abril de 2014 va ser telonera de Paul McCartney a l'Estadi Centenario de Montevideo, el que va determinar un abans i un després en la visibilitat de la seva carrera.
Va ser productora executiva del documental Botija de mi país (2013) que tracta sobre la trajectòria de deu músics uruguaians establerts als Estats Units d'Amèrica, entre ells José Serebrier, nominat 38 vegades al premi Grammy i guanyador de vuit.
Al novembre de 2016 va presentar el seu segon àlbum titulat Mañana será otro disco, amb la participació de Fernando Cabrera, Julián Kartun, Andrés Beeuwsaert i la violinista Christine Brebes. Va ser produït per Esteban Pesce.

## Discografia
- La velocidad del paisaje (2013)
- Mañana será otro disco (2016)